# ゼネラル・レールウェイ・シグナル
ゼネラル・レールウェイ・シグナル（GRS）はアメリカ合衆国ニューヨーク州ロチェスター市にあった鉄道信号機メーカーである。現在はアルストムの子会社であり、アルストム・シグナリングという名称である。1904年に設立され、1928年から1930年まではダウ平均株価の構成銘柄の一つであった。

## 歴史
GRSは1904年に三つの会社の合併によって設立された。1928年10月1日にダウ平均株価を算出するための銘柄の数はそれまでの20から現行の30に変更されたが、GRSはそのうちの一つに選ばれ、1930年7月中旬までダウ平均株価の算出に使われた。1965年、鉄道信号以外の分野への多角化を図る意図からゼネラル・シグナル・コーポレーションが設立され、GRSはその全額出資子会社になった。1989年、GRSはイタリアのSASIBに買収され、SASIBレールウェイズの一員となった。1998年にアルストムがSASIBレールウェイズを買収し、GRSはアルストムの一員となった。すべての製品は現在、アルストムのブランドで供給されており、GRSの名称はもはや使われていない。